# Ivan Kotliarevskyi
Ivan Kotliarevskyi (Poltava, 29 d'agost de 1769 - Poltava, 29 d'octubre de 1838) fou un dels escriptors més grans de la literatura ucraïnesa. La seva epopea poètica Eneïda (iniciada en 1798) va formar el inici de la literatura moderna ucraïnesa. Aquesta epopea és un pastitx humorista de l'Eneida de Virgili, i presenta amb humor i a la llengua popular la história moderna dels cosacs i del poble ucraïnès.